# Boharyně
Boharyně település Csehországban, a Hradec Králové-i járásban. Boharyně Barchov, Babice, Kunčice, Kratonohy, Kosičky, Nechanice, Roudnice, Radostov és Puchlovice településekkel határos. Lakosainak száma 602 fő (2024. január 1.).

## Népesség
A település lakosságának változását az alábbi diagram mutatja:
| Lakosok száma | 1097 | 1124 | 921  | 681  | 589  | 523  | 549  | 573  | 604  | 602  |
|               | 1869 | 1890 | 1921 | 1950 | 1980 | 2001 | 2017 | 2019 | 2022 | 2024 |